# Referencia de tensión

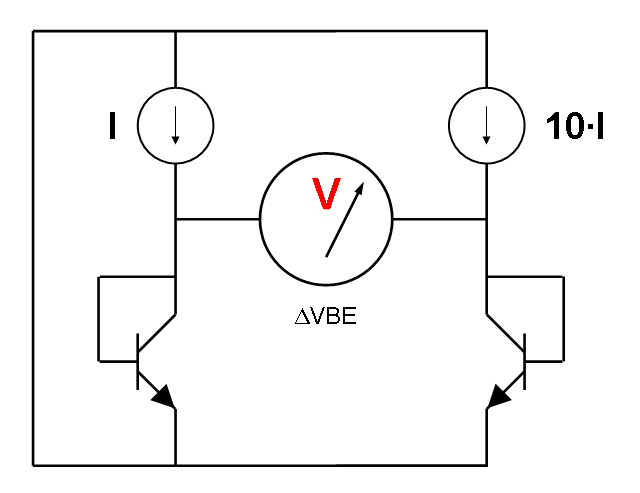
Los transistores deben ser iguales.

Se llama referencia de tensión a un tipo de circuitos integrados capaces de proporcionar una tensión conocida, sumamente estable frente a variaciones de la tensión de entrada, temperatura y envejecimiento.

## Tecnología
Una referencia de tensión suele estar basada en un efecto descubierto por David Hilbiber (Fairchild Semiconductor) en febrero de 1964. Bob Wildar sería el primero en utilizarlo como referencia de tensión dando lugar a lo que se llamó bandgap reference. Consiste en que si dos diodos iguales son atravesados por densidades de corriente distintas, en sus terminales aparece una tensión que sólo depende de la relación entre las densidades de corriente que los atraviesan. Su ventaja es que su variación con la temperatura se puede compensar exactamente con la de una unión pn, conduciendo a dispositivos independientes de la temperatura. Además no son ruidosos, como los zener.
En realidad ΔVBE de lo que depende es de la densidad de corriente en los emisores. Así, el valor de la tensión entre los colectores de los transistores de la figura viene dada por:
{\displaystyle \Delta V_{BE}={KT \over e}Ln({J_{1} \over J_{2}})={KT \over e}Ln(10)=60mV}
La relación entre las densidades de corriente se puede obtener modificando la corriente que circula por los transistores o bien el área de sus emisores. En este último caso, la misma corriente en los dos transistores causa una ΔVBE. Para que la relación sea más precisa se usan transistores multiemisor, con todos los emisores iguales. Entonces el diagrama pasa a ser el de la figura 2.
La dependencia lineal que tiene ΔVBE con la temperatura se compensa conectándola en serie con una unión pn. Para ello, la tensión de bandgap debe ser de unos 600 mV. Como acumular tantos emisores no es práctico, en la realidad se usa un número de 10 a 20 y se amplifica ΔVBE hasta alcanzar los 600 mV.
El bandgap es un efecto presente exclusivamente en transistores bipolares; sin embargo, existen en el mercado referencias bandgap CMOS. Lo que ocurre es que en un circuito CMOS se fabrican dos transistores bipolares que producen la ΔVBE. Una forma de hacerlo que no requiere pasos especiales es hacer transistores pnp, utilizando el canal de los pmos para hacer el emisor; el "pozo n" para la base y el sustrato para el colector.